# 바라파사우루스
바라파사우루스(Barapasaurus)는 중생대 쥐라기 전기, 오늘날 인도 중부에서 서식한 4족보행의 대형 초식 공룡이다. '용반목'-'용각아목'-'용각하목'-'바라파사우루스과'에 속하는 종이다. 학명은 "큰 다리 도마뱀"이라는 뜻을 갖고 있다. 전체 몸 길이는 약 18m~20m, 체중은
48t, 높이는 5.5m정도 되었을 것으로 추정된다. 머리 부분은 둥글고, 입에는 톱니 모양의 이빨이 있다. 다리는 짧고, 목과 꼬리는 길다.